# Как молоды мы были (фильм)
«Как молоды мы были» — советский цветной художественный фильм 1985 года, снятый режиссёром Михаилом Беликовым по собственному сценарию на киностудии им. Довженко.
Премьера фильма состоялась 28 октября 1985 года. Фильм посмотрели 5,4 млн зрителей.

## Сюжет
Действие фильма происходит между августом 1958 года и 12 апреля 1961 года. Саша и Юлька дружат с детства. После разлуки они встречаются снова, и Юлька болеет лейкемией. Вместе они отправляются к морю и вступают в брак. Несмотря на запрет врачей, у них рождается здоровая дочь. Однако Юльке угрожает опасность. Жизнь велит Саше вернуться к ней, и обещание поправиться поддерживает их надежду.
Как отмечает режиссёр и сценарист Михаил Беликов, фильм является продолжением истории, рассказанной в ленте «Ночь коротка», вышедшей в прокат в 1981 году:

После той работы мы вместе с оператором Василием Трушковским и художником Алексеем Лвеченко, с которыми снимали фильм «Ночь коротка», решили, что надо продолжать начатую историю. То есть кинорассказ о поколении людей, родившихся перед самой войной. Это моё поколение, потому подобный рассказ для меня автобиографичен. В художественном решении фильма мы используем тот же принцип документальной достоверности, который присутствовал в картине «Ночь коротка». Это касается изобразительного ряда, драматургических приёмов, музыкального решения. Главное — точно передать атмосферу времени. Всё что на экране, должно быть из тех лет. И стихи, и песни, и то, как одеты люди, и детали быта.
— Михаил Беликов, журнал «Советский экран», №12, 1985 год

## В ролях
- Тарас Денисенко — Саша
- Елена Шкурпело — Юля
- Нина Шаролапова — Мария
- Александр Пашутин — дядя Петя
- Александр Свиридовский — дядя Валя
- Анатолий Лукьяненко — Виктор
- Татьяна Кравченко — Тося
- Михаил Кокшенов — Гавриил Михайлович

В эпизодах:
- Владимир Антонов — швейцар
- Богдан Бенюк — официант в поезде
- Николай Белый
- Елена Блинникова
- Анатолий Вишневский — командир студотряда
- Анатолий Грошевой
- Николай Гудзь — попутчик
- Алексей Довгань
- Юрий Дубровин — железнодорожник
- К. Злобин
- В. Ильницкий
- Жанна Карпач — Зина
- Алексей Колесник
- Александр Кочнев
- Елена Крылова — Нинон
- В. Круглонов
- П. Кузнецов
- Ольга Лапикура — Лена
- Александр Литовченко — Сидор
- Евгений Лысенко
- Наталья Ляшенко — телефонистка
- Галина Лебединец
- А. Луцак
- А. Логошенко
- Валентина Масенко
- Маланда Паскаль
- Наталья Наум
- А. Оленюк
- Наталья Плахотнюк (в титрах А. Плахотнюк)
- И. Ружило
- Игорь Слободский — конферансье
- Юрий Юрченко

## Съёмочная группа
- Автор сценария и режиссёр-постановщик: Михаил Беликов
- Оператор-постановщик: Василий Трушковский
- Художник-постановщик: Алексей Левченко
- Композитор: Юрий Винник
- Звукооператор: Анатолий Чернооченко
- Режиссёры: А. Вишневский, Николай Федюк
- Оператор: Ю. Юровский
- Костюмы: Валентина Горлань, Галина Фомина
- Гримёр: Людмила Семашко
- Монтажёр: Наталья Акаёмова
- Ассистенты:
  - режиссёра: Т. Пенечко, В. Уфимцев, О. Чёрный, Олег Фомин
  - оператора: А. Клопков, С. Мищенко
- Комбинированные съёмки:
  - Оператор: М. Бродский
  - Художник: Михаил Полунин
- Художник-фотограф: С. Семашко
- Мастер по свету: А. Красный
- Цветоустановщик: Л. Марчук
- Реквизитор: А. Ильницкая
- Редактор: Екатерина Шандыбина
- Административная группа: Л. Попова, В. Романенко, Н. Шевченко
- Директор картины: Михаил Костюковский

## Музыка
В фильме звучит музыка Фридерика Шопена, Джорджа Гершвина, а также произведения советских и зарубежных композиторов 1930-1950-х годов.

## Съёмки
Съёмки фильма проходили в Киеве, Харькове (район Госпрома, площадь Свободы), Севастополе и Одессе (дизель-электроход «Россия»). Рекламный щит о лекции «Когда человек полетит в космос?» от 14 апреля 1961 года (дата перечёркнута надписью «Уже полетел! Двенадцатого!»), показанный в конце фильма, был найден съёмочным коллективом фильма в Одессе.

## Критика
В самом названии картины выражена щедро питающая её лирическая подоснова. Режиссёр М. Беликов в кинематографе не новичок, но именно в двух последних фильмах, поставленных им по собственным сценариям, он обрёл свою тему и почерк. Его нынешняя работа воспринимается как естественное продолжение картины «Ночь коротка», продолжение рассказа про «детство, отрочество и юность» счастливо найденного лирического героя. Независимо от меры автобиографичности, очевидно, что рассказ подсказан и вдохновлён впечатлениями юности автора.
— Татьяна Иванова, журнал «Советский экран», №22, 1985

В картине «Как молоды мы были» ностальгия воспоминаний обращена лишь к одной грани бытия ― любви, хотя мелодраматическая история наполняется плотным бытовым слоем. К сожалению, снисходительно-умилительное отношение авторов ко всем без исключения поступкам главного персонажа рождает определенное недоумение ― обаяние обаянием, но как надо понимать сей гипертрофированный инфантилизм? Словом, мне лично первая половина фильма нравится гораздо больше второй, где ощутимы актёрские «недожимы» и режиссёрские «пережимы»...
— Александр Фёдоров

## Фестивали и награды
| Год  | Фестиваль                                                  | Категория                                      | Номинант             | Результат |
| ---- | ---------------------------------------------------------- | ---------------------------------------------- | -------------------- | --------- |
| 1985 | Киевский международный кинофестиваль «Молодость»           | Лучший актёр                                   | Тарас Денисенко      | Победа    |
| 1986 | Международный фестиваль молодёжного кино в Турине (Италия) | Лучший фильм                                   | «Как мы были молоды» | Номинация |
| 1986 | Всесоюзный кинофестиваль (Алма-Ата)                        | Главный приз по разделу художественных фильмов | «Как мы были молоды» | Победа    |

В 1986 году режиссёр и сценарист Михаил Беликов за создание фильмов «Ночь коротка» и «Как молоды мы были» получил Государственную премию УССР им. Т. Г. Шевченко. Фильм также участвовал на Международном кинофестивале в Берлине в программе «Panorama» в том же году.